# Strigiphilus vapidus
Strigiphilus vapidus är en insektsart som beskrevs av Clay 1977. Strigiphilus vapidus ingår i släktet ugglelöss, och familjen fjäderlöss. Inga underarter finns listade i Catalogue of Life.